# Barakani (Anjouan)
Barakani este un oraș în Comore, în  insula autonomă Anjouan. În 2012 avea o populație de 7245, iar la recensământul din 1991 avea 3787 locuitori.